# Vidalengo
Vidalengo is een plaats (frazione) in de Italiaanse gemeente Caravaggio (BG).

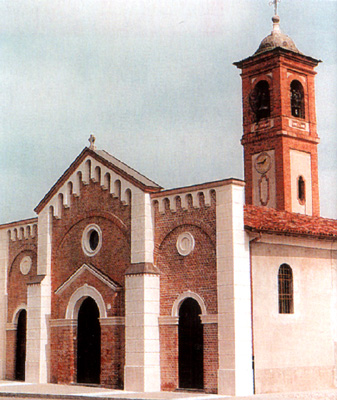
Kerk